# 히라가 겐나이
히라가 겐나이(平賀 源內, 교호 13년(서기 1728년) ~ 안에이 12월 18일(서기 1780년 1월 24일))는 에도 시대 중기의 난학자, 발명가이다.
기발한 발명품을 잘 만들었으나 가끔 일어난 안전 사고로 막부의 의심을 샀고 법정 관리를 받았다.